# Reinhart Kößler
Reinhart Kößler (* 14. April 1949 in Karlsruhe) ist ein deutscher Soziologe.

## Werdegang
Reinhart Kößler studierte von 1967 bis 1972 Soziologie, Geschichte, insbesondere Osteuropäische Geschichte und Ethnologie an der Universität Heidelberg. Von 1972 bis 1973 studierte er Sinologie an der University of Leeds. Er wurde 1978 am Institut für Soziologie an der Universität Münster mit der Dissertation Dritte Internationale und Bauernrevolution. Die Herausbildung des sowjetischen Marxismus in der Debatte um die asiatische Produktionsweise promoviert. Dort habilitierte er sich 1987 in Soziologie mit einer Arbeit zur Arbeitskultur im Industrialisierungsprozeß. Studien an englischen und sowjetrussischen Paradigmata. Diese historische Analyse der Herausbildung einer industriellen Arbeitskultur fußt auf der theoretischen Rekonstruktion von Prozessen der Reproduktion und Überlebensstrategien im Kapitalismus.
Seit 2012 ist er außerplanmäßiger Professor am Seminar für Wissenschaftliche Politik der Universität Freiburg, von 2013 bis zu seiner Pensionierung 2015 war er Direktor des Arnold-Bergstraesser-Instituts für kulturwissenschaftliche Forschung in Freiburg.
Kößler war Mitglied im Wissenschaftlichen Beirat von Attac.

## Werk
Kößler ist ein Entwicklungssoziologe und -theoretiker mit den regionalen Schwerpunkten Südliches Afrika und Osteuropa. In seinem Werk untersucht er unterschiedliche Entwicklungswege und postkoloniale Gesellschaften in globalsoziologischer Perspektive und reflektiert den Entwicklungsbegriff auf allgemeiner Ebene. Er hat Untersuchungen zum postkolonialen Staat, zur Despotie in der Moderne, zur Ethnizität und zur internationalen Zivilgesellschaft und Solidarität (mit Henning Melber) vorgelegt. Mit Hanns Wienold hat er die Frage der „Gesellschaft bei Marx“ soziologisch rekonstruiert und neu aufgenommen. Seine Studien zum deutschen Kolonialismus in Namibia, dessen heutige Folgen und der Auseinandersetzungen darum (2005; 2015) beruhen auf Archivarbeit, ethnologischer Feldforschung bei Festen, Ritualen, wie auch von Erinnerungsorten und -praktiken. Sie wurden weltweit und in Namibia rezipiert.
Kößler war von 2000 bis 2002 Sprecher der Sektion Entwicklungssoziologie und Sozialanthropologie in der Deutschen Gesellschaft für Soziologie. Er hat Dissertationen aus Afrika und Lateinamerika betreut. Er war Gründungsmitglied und Redaktionsmitglied der Zeitschrift PERIPHERIE. Zeitschrift für Politik und Ökonomie der dritten Welt (seit 1980). Er engagiert sich in Netzwerken zum Postkolonialismus und insbesondere in den Fragen der Entschuldigung und Entschädigung der Bundesrepublik Deutschland für den Völkermord in Namibia und die Rückgabe von im Kolonialismus geraubten menschlichen Überreste an die Herero, Nama und die anderen betroffenen Gruppen.

## Veröffentlichungen (Auswahl)

### Monographien
- mit Henning Melber: Völkermord und was dann? Die Politik deutsch-namibischer Vergangenheitsbearbeitung. Brandes & Apsel, Frankfurt 2017, ISBN 978-3-95558-193-0.
- Namibia and Germany. Negotiating the Past. University of Namibia Press/Westfälisches Dampfboot, Windhoek/Münster 2015, ISBN 978-3-89691-857-4.
- In Search of Survival and Dignity. Two Traditional Communities in Southern Namibia under South African rule. Windhoek 2005.
- mit Henning Melber: Globale Solidarität? Eine Streitschrift. Frankfurt am Main 2002.
- mit Hanns Wienold: Gesellschaft bei Marx. korr., erw. Auflage. Münster 2013, ISBN 978-3-89691-510-8.
- Entwicklung. Münster 1998, ISBN 3-89691-697-1.
- mit Tilman Schiel: Auf dem Weg zu einer kritischen Theorie der Modernisierung. Umbrüche der Moderne: Arbeit – Staat – Kultur. Frankfurt 1996.
- Postkoloniale Staaten. Elemente eines Bezugsrahmens. Hamburg 1994.
- mit Henning Melber: Chancen internationaler Zivilgesellschaft. Frankfurt am Main 1993.
- Despotie in der Moderne. Campus, Frankfurt am Main 1993.
- Arbeitskultur im Industrialisierungsprozeß. Studien an englischen und sowjetrussischen Paradigmata. Münster 1990.
- Dritte Internationale und Bauernrevolution. Die Herausbildung des sowjetischen Marxismus in der Debatte um die asiatische Produktionsweise. Campus, Frankfurt am Main 1982.

### Herausgeberschaft
- mit Matthias Böckmann, Matthias Gockel und Henning Melber: Jenseits von Mbembe – Geschichte, Erinnerung, Solidarität. Metropol Verlag, Berlin 2022, ISBN 3-86331-677-0
- mit William A. Lindeke und André du Pisani: The Long Aftermath of War. Reconciliation and Transition in Namibia. Freiburg 2010.
- mit Andreas Wimmer: Understanding Change. Models, Methodologies and Metaphors. Houndsmills/Basingstoke/New York 2006, ISBN 1-4039-3941-1.
- mit Tilman Schiel: Nationalstaat und Ethnizität. Umbrüche der Moderne: Arbeit – Staat – Kultur. IKO – Verlag für Interkulturelle Kommunikation, Frankfurt 1994.

### Artikel
- Weltsystem, Weltsystemtheorie. In: Peripherie, Band 42, Nummer 167+168, Januar 2023
- Der Nama-Deutsche Krieg – integraler Teil eines komplexen Gewaltgeschehens. In: ZfGen Zeitschrift für Genozidforschung, Band 20, Nummer 2, S. 221–237 (2022)
- mit Miriam Friz Trzeciak: Postsozialismus? In: Peripherie, Band 42, Nummer 165+166, S. 25–26 (2022)
- Normalisierung – eine reaktionäre Chimäre. Aktuelle entwicklungstheoretische Anmerkungen (Kommentar). In: Peripherie, Band 41, Nummer 162+163, S. 25–26 (2021)
- Die Bibel und die Peitsche. Verwicklungen um die Rückgabe geraubter Güter? In: Peripherie, Band 39, Nummer 153, S. 78–87 (2019)
- mit Henning Melber: Völkermord – und was dann? Die Politik deutsch-namibischer Vergangenheitsbearbeitung. Review in: Journal of Namibian Studies,  S. 121–122 (2019)
- Das Reden von der Mitte – ideologischer Ballast eines Verlegenheitsbegriffs. Besprechungen neuer Literatur. In: Soziologische Revue. Band 43, Nummer 1, S. 64–71 (2021)
- A chief's homecoming: Public memory and its communal organization: A case study from Berseba, southern Namibia. In: Sociologus, Band 54, Nummer 2, S. 145–172 (2004)
- Entangled history and politics: Negotiating the past between Namibia and Germany. In: Journal of Contemporary African Studies, Band 26, Nummer 3, S. 313–339
- Awakened from colonial amnesia? Germany after 2004. In: Politique africaine, Band 102, Nummer 2, S. 50–66 (2006)